# Periódico Trazos
El Periódico Trazos es un periódico publicado en Humacao, Puerto Rico para resaltar y dar a conocer las organizaciones sin fines de lucro como prioridad. El mismo se distribuye en Puerto Rico y en otras partes del mundo por correo, como lo es en Estados Unidos. Este periódico es un esfuerzo del Proyecto P.E.C.E.S. Inc. (Programa de Educación Comunal de Entrega y Servicios), una organización sin fines de lucro ubicada en la región este de Puerto Rico, cuyos propósitos desde sus inicios fue el desarrollo económico, educativo y social de Puerto Rico.

## Historia
El Periódico Trazos surgió de una idea de crear un P.E.C.E.S. Inc. autosostenible. Luego la idea se presentó en unas competencias que dirigía la universidad norteamericana Yale, como parte de un programa de fondos. Aunque la idea parecía ser muy buena, no fue exitosa en dichas competencias. Después del fracaso en estas competencias y el rechazo de la idea, la organización sin fines de lucro P.E.C.E.S. Inc. no se rindió y propuso hacer su sueño realidad.
El sueño de la organización era crear un periódico que fuera una voz para las organizaciones sin fines de lucro (término al que también se le refiere abreviadamente como OSFL). Las OSFL se encargan de lidiar con problemas sociales y de otra índole, que compañías privadas y aún gubernamentales no pueden manejar. Debido a los escasos recursos que posee una OSFL es muy difícil darse a conocer, lo que crea un problema en la obtención de fondos y donaciones para poder funcionar como organización, algo que el Periódico Trazos podría resolver además de otras situaciones.
Tiempo más tarde la fundación O.P. & W.E. Edwards le brinda un préstamo a P.E.C.E.S. Inc. quienes presentaron su propuesta a la fundación, la que accedió de forma flexible y positiva. De esta manera la organización puso en marcha el proceso de contratación de individuos y entusiastas calificados para desarrollar el periódico. No habiendo un periódico que tocara este asunto de las OSFL y se especializara en el mismo, Trazos llegaría a ser de los primeros periódicos en servir de recurso para las organizaciones sin fines de lucro.
Trazos inició sus funciones el 1.º de mayo de 2006 en Punta Santiago, zona costera del pueblo de Humacao en Puerto Rico. La laboración del periódico incluyendo la versión en línea, tomó alrededor de 4 meses, y se lanzó al mercado el 29 de septiembre de 2006 en el IV Congreso de Política Pública de Asuntos Comunitarios en la Universidad Metropolitana (UMET) en Cupey, Puerto Rico. El mismo recibió una bonita acogida por parte de las OSFL.

## Significado
El nombre que se escogió para el periódico fue trazos, lo que representa simbólicamente todos los eventos significativos en forma recopilada, que han hecho las organizaciones sin fines de lucro en la historia.

## Herramientas de Laboración
El periódico se laboró utilizando herramientas de código abierto, para apoyar este movimiento que en algunos casos se podría definir como sin fines de lucro.

### Scribus
El programa scribus se utilizó para realizar el montaje del periódico y conversión en pdf para llevar a imprenta.

### Inkscape
Esta aplicación se utiliza para el fácil montaje de los anuncios y gráficas que posee el periódico.

### GIMP
Este versátil manejador de píxeles se utilizó para el retoque y creación de gráficas, además de la conversión de las mismas a formato CMYK.

### PHP
Le versión en línea del periódico (página web) fue programada en este fabuloso lenguaje interpretado para darle un funcionamiento dinámico.